# ダンワラ古墳
ダンワラ古墳（ダンワラこふん）は、大分県日田市日高町にあった古墳。国の重要文化財の金銀錯嵌珠龍紋鉄鏡（きんぎんさくがんしゅりゅうもんてっきょう）の出土地として知られている。

## 概要

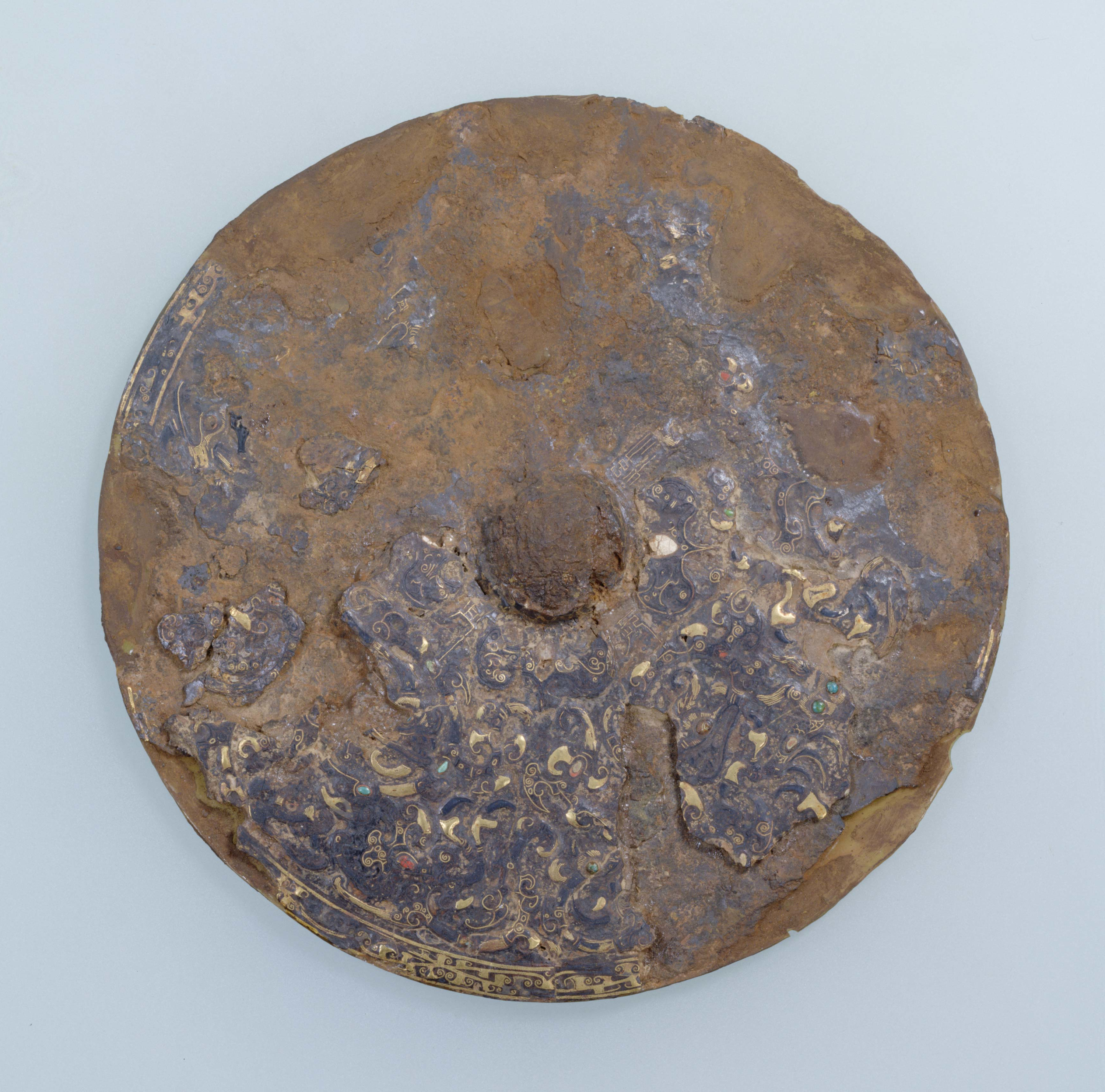
金銀錯嵌珠龍文鉄鏡（重要文化財、東京国立博物館所蔵）

1933年（昭和8年）、国鉄久大本線豊後三芳駅付近で線路の盛土を採集している際、石棺が出土し、その中から金銀錯嵌珠龍紋鉄鏡が発見された。
発見当時にはこの鉄鏡が注目を集めることはなかったが、1962年（昭和37年）に、梅原末治によってその価値が見いだされ、発見者の渡辺音吉の案内による現地調査が行われた。その結果、日田市日高町の通称ダンワラと呼ばれる場所から出土したものと判断され、その場所がダンワラ古墳と呼ばれるようになった。ただし、発見から調査までの間に約30年が経過しており、この古墳は前述の線路工事によって発見時に破壊されていたため、ダンワラ古墳が実際の出土地であったかどうかは確かではない。
金銀錯嵌珠龍紋鉄鏡は、直径21.1cm、厚さ2.5mmの反りのない鏡で、背面の装飾は腐蝕のために剥落した部分が多いものの、約3分の1が残存しており原状をうかがうことができる。全面に金で竜文が象嵌されており、その角や爪は銀の象嵌とされ、眼や体の所々には赤や緑の玉が嵌入されている。中心のつまみ付近には漢代の書体で「長宜子孫」（子は欠落）の4文字が金で刻まれている。この鉄鏡は漢代のものと考えられている。現在は東京国立博物館が所有しているが、九州国立博物館で常設展示されている。
発見者によれば、石棺からは鉄鏡と同時に鉄刀、轡が出土し、近辺からは碧玉製管玉、水晶製切子玉、ガラス製小玉なども出土したという。また、日田市から出土した帯の金具である金錯鉄帯鉤（きんさくてったいこう）3点も、一説には同じ古墳から出土したともいう。
ダンワラ古墳は、一説には当時の日田地方の豪族日下部氏の古墳とも言われるが、その被葬者や、このような豪華な副葬品が納められた理由は明らかでない。